# Mordowo (Tambow)
Mordowo (russisch Мордо́во) ist eine Siedlung städtischen Typs in der Oblast Tambow in Russland mit 6520 Einwohnern (Stand 14. Oktober 2010).

## Geographie
Der Ort liegt knapp 90 km Luftlinie südwestlich des Oblastverwaltungszentrums Tambow unweit der Grenzen zu den Oblasten Lipezk und Woronesch. Er befindet sich am linken Don-Nebenfluss Bitjug.
Mordowo ist Verwaltungszentrum des Rajons Mordowski sowie Sitz der Stadtgemeinde (gorodskoje posselenije) Mordowski possowet, zu der außerdem die Dörfer Strelzy (9 km westnordwestlich) und Tschernjajewka (5 km nördlich des Zentrums) sowie die Siedlung Otschiwka (4 km westlich des Zentrums) gehören.

## Geschichte
Der Ort wurde erstmals 1744 urkundlich erwähnt; als Gründungsjahr gilt 1707. Im 19. Jahrhundert entwickelte sich Mordowo zu einem Handelszentrum lokaler Bedeutung und war (seit 1782) Sitz einer Wolost im Ujesd Usman des Gouvernements Tambow.
1928 wurde Mordowo Verwaltungssitz eines neu geschaffenen, nach ihm benannten Rajons. 1968 erhielt der Ort den Status einer Siedlung städtischen Typs.

### Bevölkerungsentwicklung
| Jahr | Einwohner |
| ---- | --------- |
| 1897 | 7568      |
| 1939 | 7185      |
| 1959 | 6573      |
| 1970 | 8451      |
| 1979 | 8772      |
| 1989 | 8445      |
| 2002 | 7327      |
| 2010 | 6520      |

Anmerkung: Volkszählungsdaten

## Verkehr
In Mordowo befindet sich die Station Oborona bei Kilometer 547 der durchgehend 1871 eröffneten Eisenbahnstrecke (Moskau –) Grjasi – Wolgograd. In südlicher Richtung zweigt eine Nebenstrecke nach Ertil ab, die seit 1914 in Betrieb ist. Die Bahnstation trägt ihren Namen (russisch für „Verteidigung“) seit 1932, in Erinnerung an Ereignisse des Russischen Bürgerkrieges, als es 1921 der Roten Armee gelang, die Station gegen Aufständische unter Alexander Antonow zu verteidigen.
Westlich der Siedlung führt die föderale Fernstraße R193 vorbei, die Tambow mit Woronesch verbindet.